# Sinostrangalis ikedai
Sinostrangalis ikedai is een keversoort uit de familie van de boktorren (Cerambycidae). De wetenschappelijke naam van de soort werd voor het eerst geldig gepubliceerd in 1939 door Mitono & Tamanuki.